# 盧布林地區奧波萊縣
51°9′N 21°58′E / 51.150°N 21.967°E
盧布林地區奧波萊縣（波蘭語：Powiat opolski），是波蘭的縣份，位於該國東部，由盧布林省負責管轄，首府設於盧布林地區奧波萊，面積804平方公里，2006年人口63,026，人口密度每平方公里78人。